# Mesochorus lobaticola
Mesochorus lobaticola là một loài tò vò trong họ Ichneumonidae.